# Anton Wranitzky

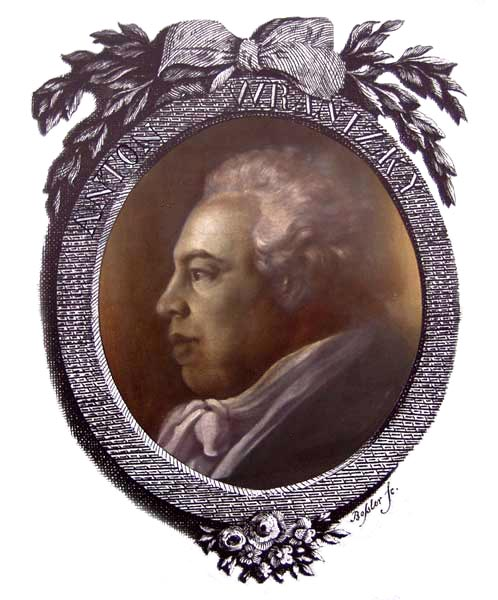
Anton Wranitzky

Anton Wranitzky, tschechisch Antonín Vranický (* 13. Juni 1761 in Neureisch, Mähren; † 6. August 1820 in Wien) war ein mährisch-österreichischer Komponist, Dirigent und Geiger der Wiener Klassik.

## Leben

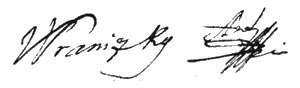
Unterschrift von Wranizky

Der Sohn des Fleischhauers Joseph Wranitzky (* 1734, † 25. Jänner 1814) und der Maria Anna (* 1739, † 4. Februar 1807), war Anton der jüngere Halbbruder des bekannteren Komponisten Paul Wranitzky, von dem er ersten Musikunterricht erhielt. Er studierte zunächst Philosophie in Olmütz und anschließend 1778 bis 1782 Rechtswissenschaften und Musik in Brünn. Ab 1783 war er in Wien Schüler von Wolfgang Amadeus Mozart, Joseph Haydn und Johann Georg Albrechtsberger. 1790 trat er in die Kapelle des Fürsten Lobkowitz ein, zuerst in Prag, dann in Wien (bis zu seinem Tode), wo er 1797 zum Kapellmeister aufstieg. Am Christtag   1792 heiratete Wranitzky Anna Maria geb. Erhard (* 1772 in Wittingau, † 26. Februar 1836 in Wien) im Stephansdom. 1807 wurde er außerdem Orchesterdirektor der Wiener Hoftheater und 1814 Kapellmeister im Theater an der Wien. Anton Wranitzky war der Vater des Cellisten Friedrich Wranitzky. Seine beiden Töchter Anna Kraus-Wranitzky (1801–1851) und Karoline Seidler-Wranitzky (1790–1872), waren bekannte Opernsängerinnen.

## Werke

### Mit Opusnummer
- Op. 1 Drei Streichquartette. Veröffentlicht von Hoffmeister um 1803. (diese Daten kommen nicht unbedingt von den Ersteditionen)
- Op. 2 Drei Streichquartette. (in C, F und B-Dur) veröffentlicht in Wien im Magazine de Musique um 1790. (Duke University Library hat ein Exemplar)
- Op. 4 Drei Streichquartette
- Op. 5 Sechs Streichquartette. Veröffentlicht von André, um 1800
- Op. 6 Sonatas für Violine mit Bassbegleitung (Eine Abschrift ist in Den Haag)
- Op. 7 Variations für 2 Violinen. (Veröffentlicht von André 1807. Für die Quelle siehe op. 6)
- Op. 8 Streichquintette (1 Violine, 2 Violen, 2 Violoncelli). Von diesen wurde Nr. 2 in g-moll neu veröffentlicht in einer Sammlung klassischer Streichquintette von Schott in Mainz 2005, zusammen mit Quintetten von Franz Krommer, Franz Anton Hoffmeister, Ignaz Pleyel, Giuseppe Cambini, Johann Evangelist Brandl, Václav Pichl, Gaetano Brunetti, Antonio Capuzzi, Florian Leopold Gassmann und Francesco Zannetti. André veröffentlichte die Werke als „Drei Quintetten für eine Violine, zwei Violen und zwei Violoncelle … 8tes Werk.“ 1802
- Op. 9 Duos für 2 Violinen. (Veröffentlicht 1804 von Imbault. Siehe Op. 6)
- Op. 10 („Grand Quintuor“) Streichquintett für Violine, zwei Violen und zwei Celli. (veröffentlicht 1803, neuveröffentlicht 1996)
- Op. 11. Konzert (Nr. 7?) für Violine in C-Dur. Veröffentlicht von Duhan in 1804. Neuveröffentlicht 1958 in einer Edition Český hudební Fonds, Prag
- Op. 20 Drei Duos für zwei Violinen (neuveröffentlicht vom Walhall Verlag Magdeburg, 2002)
- Op. 56 Zwei Sonaten für Violine mit Bass

### Ohne Opusnummer
- „Musique du carrousel éxécuté par la noblesse de Vienne“ (um 1803)
- 20 Variationen für zwei Violinen. (veröffentlicht in 1791 in Wien vom Magazin de musique)
- Cassatio in F-Dur für 5 Violen oder 4 Violen und Fagott (Rarities für Strings Publications in Bristol, Conn., 1979)
- Duo für Violine und Cello in C-Moll. (Medici Music Press in Bellingham, Washington, c1985. Hrsg. von T. Donley Thomas)
- Duo für Violine und Cello in G-Moll. (Medici Music Press in Bellingham, Washington, c1985)
- Sinfonien eingeschlossen
  - Sinfonie in C-Moll, C4, hrsg. von Eva Hennigova-Dubova und veröffentlicht in „The Symphony in Hungary“, The Symphony, 1720–1840. Series B; v. 12. New York: Garland Publishing, Inc., 1984.
  - Sinfonie in D, also hrsg. von Eva Hennigová, released in the series Maestri antichi boemi in 1976.
  - Sinfonie in C-Dur von 1796 Aphrodite eingespielt vom Vladimír Válek und dem Dvorak Chamber Orchestra.
- Trio für zwei Oboen und Englischhorn in C-Dur. Modern publisher: Basel, Switzerland: Edition Kneusslin, c1982. (Has been recorded.)
- Echo-Sonate: D-Dur: für 4 Flöten (in C) = für 4 Flötens (in C) (neuveröffentlicht: Zimmermann in Frankfurt, 2000)
- Trio in Es nos. 1–3, für Violine, Viola und Horn (Hanz Pizka Edition in Kirchheim, 1997)
- Konzerte in A und in B-Dur für Violine und Orchester. (Das letztere veröffentlicht im Klavierauszug 1944 von Artia, das erstere in einer Edition hrsg. von Jindřich Feld, veröffentlicht 1933 von Z. Vlk in Prag als „Concerto Nr. 14“, also mit dem Hinweis, es gebe letztlich ein weiteres Dutzend)
- Ein Violin-Konzert in B-Dur für Violine von Antonin Vranicky – als „Anton Wranitzky“ – wurde veröffentlicht von Musica Antiqua Bohemica in 1965 in piano reduction
- Konzert in D-Moll für Violoncello und Orchester
- Konzert in C-Dur für zwei Violen und Orchester. Recorded several times, score released in 1958 von Praha: Český hudenbní fond, 1958 hrsg. von E. Hradecký
- Konzert für Violine und Cello mit Orchester. Recorded von Musica Bohemica[6]
- Sextett für Flöte, Oboe, Violine, zwei Violen und Cello
- XII variazioni per il Violineo solo supra la canzonetta Ich bin liederlich du bist liederlich (veröffentlicht 1798)
- Schließlich 6 konzertante Streichquartette, die wohl keine Opusnummer haben („concertante“ quartets) (played von the Martinů quartet) to add to the above. (Recorded. Martinů Quartett)
- Messe in Es (eingespielt 1985)
- Wahrscheinlich ein Oktett partita für Bläser (Holzbläser und Hörner) in F-Dur, früher Joseph Haydn zugeschrieben.
- Quintett für Oboe, Violin, Viola, Cello und Kontrabass in G-Moll